# Cambridge Theatre
Cambridge Theatre i London  i England. 
Teatern ligger i West End i centrala London.Lokalen används för musikaler.
"The Statutory List of Buildings of Special Architectural or Historic Interest" blev byggnaden uppsatt på och ses som kulturminnesmärke sen Januari, 1999.
Musikaler som visas här under senare år:
- Grease (24 oktober 1996 - 11 september 1999)
- Great Balls of Fire (6 oktober 1999 - 18 december 1999)
- The Beautiful Game (26 september 2000 - 1 september 2001) av Andrew Lloyd Webber och Ben Elton
- Fame (20 september 2001 - 31 augusti 2002)
- Our House (28 oktober 2002 - 16 augusti 2003)
- Jerry Springer - The Opera (14 oktober 2003 - 19 februari 2005)
- Something Wicked this Way Comes (2 juni 2005 - 2 juli 2005)
- Dancing in the Streets (19 juli 2005 - 22 april 2006)
- Chicago (27 april 2006 - 27 augusti 2011)
- Matilda the Musical (24 november 2011[2] -)
- Wikimedia Commons har media som rör Cambridge Theatre.